# Coelioxys edita
Coelioxys edita là một loài Hymenoptera trong họ Megachilidae. Loài này được Cresson mô tả khoa học năm 1872.